# Bruchmachtersen
Bruchmachtersen ist einer der 31 Stadtteile der kreisfreien Stadt Salzgitter in Niedersachsen, gelegen in der Ortschaft Nord. Es liegt westlich der Ortsteile Lebenstedt und Salder, nordöstlich von Salzgitter-Lichtenberg und südlich des Salzgittersees.
Bruchmachtersen gehörte bis zum 31. März 1942 zum Landkreis Wolfenbüttel und wurde am folgenden Tag ein Teil der Großstadt Watenstedt-Salzgitter. Am 23. Januar 1951 wurde diese in Salzgitter umbenannt. Die Geschichte Bruchmachtersens reicht urkundlich bis ins 12. Jahrhundert zurück, archäologisch bis in die Bronzezeit.

## Geographie

### Ortsgliederung
Zu Bruchmachtersen gehört die Siedlung Sukopsmühle.

### Gewässer
- Mühlbach
- Fuhse
- Salzgittersee

## Geschichte
Zeittafel: Bruchmachtersen

### Ortsname
Der Ort wurde um 1182 unter der Bezeichnung Machterseim erstmals erwähnt, als in einer Urkunde des Stiftes Steterburg ein Ministeriale Heinrichs des Löwen, ein „Bertoldus de Sigerdessen“, dem Stift eine Hufe für eine Memorie hinterließ, die er für 12 Pfund erworben hatte. Diese Urkunde ist allerdings nur in einer Kopie des 14. Jahrhunderts überliefert. Daher lautet die älteste überlieferte Namensform wohl Machtersheim. Sie stammt aus dem Jahr 1191.
Im Laufe der Zeit änderte sich der Ortsname häufig, zumal keine Vorstellung von einer „richtigen“ Schreibweise bestand: Machtersheim (1191), Machtersem (1240, 1294, 1322), Maghtersum (1300), Machtersum bei Lichtenberge (1340), Magtersem (1355), Machtersen (1359), Brocmachtersem und Brochmachtersum (1372), Machterssem (1418), Machtersen circa Levenstidde (1444), Brockmachterßen (1492), Nortmachterssem (1536), Brugkmachterßen (1552), Nort Machtersen (1565), Bruchmachterßen (um 1616, 1785), Bruchmachtersem (1622), Bruchmachtersen oder vereinzelt Kl. Machtersen (1802) ehe sich Bruchmachtersen als Ortsname herauskristallisierte.

### Besiedlung ab der Bronzezeit, Siedlungen in der Eisenzeit
Bis 1942, wenn nicht bis in die 1960er Jahre, war Bruchmachtersen kontinuierlich ein Bauerndorf. Eine Besiedlung bestand allerdings schon lange vor der ersten urkundlichen Erwähnung im 12. Jahrhundert.
So wurden bei einer Rettungsgrabung in einem Haus in Bruchmachtersen Überreste von Gräbern des 7. bis 12. Jahrhunderts entdeckt. Diese Gräber lagen wieder oberhalb einer jungbronzezeitlichen Siedlung. Bei den in der Nähe gelegenen Sukopsmühlen fanden sich auf einer Fläche von 300 m² Artefakte aus der Eisenzeit, der Römischen Kaiserzeit, wie auch des Frühmittelalters, vor allem des 6. und 7. Jahrhunderts.
Die vorrömische und römerzeitliche, eisenzeitliche Siedlung am Sukopsmühlenbach erstreckte sich über eine Länge von 300 bis 400 Metern, bei einer Breite von etwa 200 Metern. Sie wurde vor der spätrömischen Zeit wohl aufgegeben. Gleichfalls in die vorrömische Eisenzeit gehörte die Siedlung im Westen von Bruchmachtersen, am Neuen Friedhof, die sich bis in den Ort erstreckte. Am Nordhang der Fuhse befand sich möglicherweise eine weitere Siedlung. In den ersten beiden Siedlungen auf Bruchtmachtersengebiet fanden sich 3300 bzw. 320 Scherben, aber auch 115, bzw. 5 Spinnwirtel.
Es wird angenommen, dass noch um 900 ein dichter Wald am Ostrand des heutigen Fredenberg bestand, wo sich wiederum die im 14. Jahrhundert aufgegebene Siedlung Klein Freden entwickelte. Diese lag wohl wie eine Insel im Wald.

### Entwicklung vom 12. Jahrhundert bis zur Reformation

#### Erste Erwähnung (12. Jahrhundert), Kloster Dorstadt

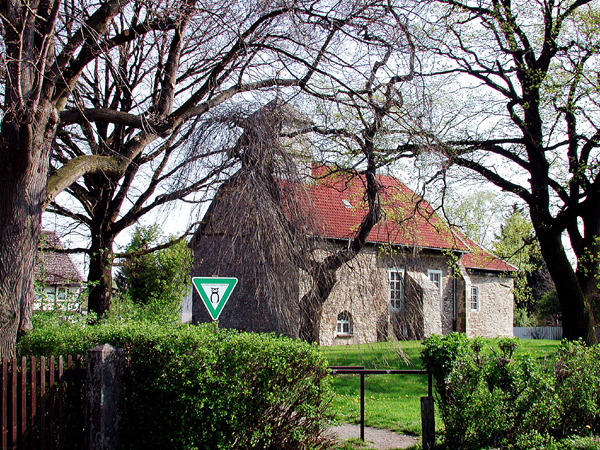
Die romanische Kirche in Bruchmachtersen, deren Vorgängerbau aus dem 12. Jahrhundert stammt; das heutige Gebäude wurde wohl noch im späten Hochmittelalter begonnen (fotografiert 2008).

Ab 1189 war das etwa 20 Kilometer entfernte Kloster Dorstadt, das in diesem Jahr gegründet und ausgestattet worden war, größter Grundbesitzer in Bruchmachtersen. In der Kirche wurde 1986 das Apsisfundament des Vorgängerbaus aus dem 12. Jahrhundert entdeckt. Auch wurden Reste der Grundmauer einer Sakristei an der Südwand, Reste einer Leichenhalle an der Nordwand der Apsis entdeckt.
1250 – nach anderen Angaben zu einem nicht bekannten Zeitpunkt – übergab Konrad von Dorstadt die Kirche dem Kloster Dorstadt als Eigentum. Dieses Kloster brachte nach und nach das ganze Dorf an sich. Luthard III. und Luthard IV. von Meinersen hatten bereits im Februar 1248 allen ihren Ansprüchen am Zehnten und der Kirche im Ort entsagt. Das Zisterzienserkloster Riddagshausen besaß gegen Mitte des 13. Jahrhunderts gleichfalls noch Besitz im Dorf.
Der erste namentlich bekannte Pfarrer der erstmals 1182 erwähnten Kirche war ein Helyas, der im Jahr 1297 erwähnt wird. Dieser Pfarrer löste am 30. April 1297 eine Abgabe von acht Schillingen ab, die für das Leuchtwerk im Heiligen Kreuzstift zu Hildesheim bestimmt war. 1317 war der Propst Friedrich von Dorstadt zugleich Pfarrer in Bruchmachtersen.

#### Aufhebung der Leibeigenschaft (1433), örtliche Gesellschaftsstruktur
Von der Pest 1350 in Braunschweig und 1529 bis 1598 in Lesse, Ringelheim und Oelber am weißen Wege blieb der Ort verschont. Es finden sich keine Anzeichen in der Orts- oder Kirchengeschichte.
Im Herzogtum Braunschweig wurde die Leibeigenschaft zwar schon 1433 aufgehoben, Ackerleute, Halbspänner und Kotsassen bildeten die politische Gemeinde und waren im Besitz der Gemeinheiten (u. a. Weiden, Forsten, Backhäuser, Lehmkuhle, Steinbruch, Anteile am Moor und Forst).
Bis etwa 1970 hatten noch einige Grundstücke in Bruchmachtersen Nießbrauch am Bruch, dem Moor, aus dem zwischen 1960 und 1978 durch Kiesabbau der Salzgittersee entstanden ist. Die Besitzverhältnisse waren bei den Brinksitzern und Anbauern vielfach ungeklärt. Diese verfügten zwar über ein eigenes Haus und in vielen Fällen auch über Land, was aber selten ausreichte, die Familien zu ernähren. Weiterhin gab es die Häuslinge, die einen eigenen Hausstand führten und ihr Einkommen als Tagelöhner, Händler oder Handwerker erzielten. Nicht zu den Häuslingen zählten die Knechte, die im Haushalt ihrer Arbeitgeber lebten und aus diesem Grund auch nach der Gemeindereform nicht an den Gemeinderatswahlen teilnehmen durften.

### Reformation, der evangelische Hexenbrenner Herzog Heinrich Julius, Dreißigjähriger Krieg
1521 wurde der Ort von Hildesheimer Truppen verwüstet. 1602 plünderten Braunschweiger Bürger während ihrer Auseinandersetzung mit Herzog Heinrich Julius, der als protestantischer Fürst ein berüchtigter Hexenbrenner und Vertrauter des katholischen Kaisers war, Bruchmachtersen. So heißt es: „Bruchmachtersen dorff wird von den Rebellen in Braunschweig uberfallen und geplündert“. Drastischer noch wird dieser Vorgang durch Heinrich Bünting 1722 geschildert, denn sie hätten zahlreiche Dörfer, darunter Bruchmachtersen geplündert „und eine große Menge an Pferden, Kühen, Schweinen und Schafen in die Stadt getrieben, auch der Kindbetterinnen nicht verschonet, sondern mit Schlägen, zerhauen, verwüsten, brennen und rauben ganz barbarisch, unchristlich und unmenschlich gehandelt und Haus gehalten. Welche Beute folgenden Tages auf der Neustädter Marsch unter sie getheilet worden.“
Die Kirche in Bruchmachtersen litt unter finanziellen Problemen, wie 1575 Pfarrer Heinrich Leseberg beklagte. Außerdem habe, so behauptete er, die Frau seines Vorgängers Adamus Pfaffendorf die Kirche bestohlen. Dabei handelte es sich um die Tücher von der Taufe und ein silbernes Kreuz.
Mit Johann Bergmann (1617–1669) begannen die Aufzeichnungen im bis heute erhaltenen Kirchenbuch. Im Kassenbuch von 1653 wird der ausgebesserte Beichtstuhl erwähnt. Das Abendmahl wurde weiterhin der Überlieferung gemäß begangen. In der Kopfsteuerbeschreibung des Fürstentums Braunschweig-Wolfenbüttel von 1678 summieren sich die entsprechenden Steuern in Bruchmachtersen auf 34 Taler und 17 Groschen von insgesamt 95 steuerpflichtigen Personen.
1641 lagerten während der Belagerung Wolfenbüttels in den Dörfern des Amtes Salder 14 Reiterregimenter. Die Bewohner von Bruchmachtersen flohen in die umgebenden Berge und wagten es nicht, in ihr Dorf zurückzukehren.

### Bis zur französischen Besetzung (1806), Königreich Westphalen 1807 bis Ende 1813, Restauration
1752 bestand die Gemeinde wieder aus 6 Großköthern, 17 Kleinköthern und 3 Brinksitzern. Sie hatte ausschließlich Einnahmen aus Land- und Wiesenbesitz. Das Backhaus hatte keinen Pächter, der Krug gehörte der Fürstlichen Kammer. Dabei blieb die Lesefähigkeit der Bevölkerung lange gering. Noch 1822 wurde dem Schullehrer Behrens, der zu dieser Zeit seit einem halben Jahrhundert Lehrer im Dorfe war, ein „Adjunkt“ zur Seite gestellt. Behrens hatte, da er nicht ausreichend schreiben konnte, keine Schulberichte geführt.
Um 1750 war ein Johann Heinrich Clusmann Pfarrer in Bruchmachtersen, um 1787 war dies Julius Wilhelm Breymann.
1789 „verheuerte“ der braunschweigische Herzog Karl I. 5.509 seiner als Soldaten angeworbenen Untertanen an Großbritannien, die dann am Amerikanischen Unabhängigkeitskrieg teilnehmen mussten. Nach einem Verzeichnis kamen 2.909 Männer nicht zurück.
In der Geographisch-statistischen Beschreibung der Fürstenthümer Wolfenbüttel und Blankenburg von 1802 heißt es über Bruchmachtersen, es sei „ein Pfarrdorf an der Fuse … hat 1 Kirche, 1 Pfarre, 1 Pfarrwitwenhaus, 1 Opferei, 23 Kothöfe, 4 Brinksitzerstellen, 31 Feuerstellen und 224 Einwohner. Die Pfarre relevirt vom Kloster Dorstadt; den Opfereidienst besetzt der Prediger. Die Viehzucht ist sehr einträglich. Im Dorfe befindet sich eine Roßöhlmühle.“
Zwischen dem Frieden von Tilsit 1807 und der Völkerschlacht bei Leipzig 1813 gehörte das Kurfürstentum Braunschweig-Lüneburg zum Königreich Westphalen. Bruchmachtersen gehörte in dieser Zeit zum Kanton Gebhardshagen. Die napoleonische Verwaltung griff, basierend auf der französischen Sprache, auch tief in die ländlichen Verhältnisse ein, doch die Bauernbefreiung erfolgte erst Jahrzehnte später. Gebhardshagen wurde nun chef-lieu, zu ihm gehörten „Calbecht, avec Engerode; Lobmachtersen, Oelber, Weberlinde, Osterlinde; Ober- et Nieder-Frehden, Lichtenberg et Almenhagen ; Bruchmachtersen.“
Im Januar 1814 wurde auch in Bruchmachtersen die Rückkehr Herzog Friedrich Wilhelms feierlich begangen. So erfolgte zunächst eine Rückkehr zu den vorrevolutionären Verhältnissen. 1815 vermerkt das Statistische Repertorium über das Königreich Westphalen für das „luth. Pfarrdorf“ 33 Häuser und nur noch 211 Einwohner.

### Industrielle Revolution

Zusammensetzung der Gemeinde 1862

Bruchmachtersen 1862 Eigentum der Pfarre und Gemeinheiten

Zusammensetzung der Gemeinde und Alte Straßennamen, 1862, Spalte B bezeichnet die Ass-Nr., Aufstellung bis Ass 36

#### Die Flachsrotten
Zu Beginn des 19. Jahrhunderts war der Flachsanbau die „Nationalindustrie“ im Herzogtum Braunschweig. Die Flachsstängel wurden kurz vor der Samenreife gezogen. Damit jeder Dorfbewohner die Möglichkeit hatte, seinen selbstangebauten Flachs für die Bearbeitung aufzubereiten, erhielt er ein Nutzungsrecht an den Flachsrotten. Diese lagen nordwestlich an der Meesche, der späteren Hauptstraße, heute Söhlekamp. Hinter den Häusern Söhlekamp 11, 15 und 20 zieht sich ein heute teilweise verrohrter Graben entlang, der bei den Kleingärten noch frei liegt. Dieser Graben verband die mit Kalksteinen ausgekleideten Flachsrotten mit dem Mühlbach. 1901 betrug die Pacht für eine kleine Flachsrotte 0,34 Mark und für eine große 1,54 Mark. Ab 1850 wurden die Flachsrotten immer weniger genutzt. Sie wurden schließlich eingeebnet und unter dem Namen „de Rottedamm“ zu Ackerland gemacht. Ab 1901 liegen Aufzeichnungen darüber vor, wie die erzielte Pacht verteilt wurde.

#### Ablösung der Grunddienstpflichtigkeit, Flurbereinigung (zwischen 1852 und 1865)
Gemäß der Gemeinheitsteilungsordnung vom 20. Dezember 1834 wurde die Separation (Flurbereinigung) in Bruchmachtersen erst zwischen 1852 und 1865 durchgeführt. Die Gemeinheitsteilungsordnung ermöglichte die Ablösbarkeit der Hudelast, einer alten Bezeichnung für Grunddienstbarkeiten im weiteren Sinne, die auf Grundstücken lasteten. Die Teilung der in Gemeindebesitz befindlichen Wiesen und Äcker wurde angeordnet. Die Gesamtgröße der Feldmark betrug 282 ha. Davon waren 222 ha vor der Separation in Privatbesitz, verteilt auf 472 Flurstücke. Die Separation ergab eine Reduzierung auf 222 Flurstücke und einen Privatbesitz von 256 ha.
Der Ort mit seinen 305 Einwohnern wurde 1863 wie folgt beschrieben:

„5. Bruchmachtersen, einst auch Kleinmachtersen, an der Fuse, hat in 45 Feuerstellen 305 Einwohner, eine Pfarre, die sonst vom Kloster Dorstadt, jetzt von Hannover und eine Schule, die Gemeinde und Pfarrer besetzt. Jedenfalls ist Bruchmachtersen jüngeren Ursprungs als Lobmachtersen und ist dasselbe wahrscheinlich in einem an der Fuse gelegenen Bruche von den Fosen oder Sassen gegründet. Die Familie von Machtersen, Timmonis, Schwarz und von Astfeld trugen hier von den Edlen von Meinersen um 1266 bereits Land und Einkommen zu Lehen. Der Ort, woselbst die Grundstücke separirt, besteht aus 23 Kothhöfen und 8 Brinksitzer- und Anbauerwesen. Superintendentur: Thiede. Jahreseinkommen der Pfarre: 900 Thlr.; der Schule: 180 Thlr. Gemeindebesitz: 1135 Morg. Gesammt - Areal, 734 Morg. Gärten, Aecker, Wiesen und 5 Morg. Holzung.“

#### Auswanderungswelle (1846 bis 1871)

Auswanderer zwischen 1846 und 1871

Zwischen 1846 und 1871 wanderten 25 Bruchmachtersener Männer und 12 Frauen in die USA aus. Als Gründe für die Migration lassen sich das Hungerjahr 1847, das Ende des Flachsanbaus infolge der Verdrängung durch Baumwolle sowie der kalifornische Goldrausch zwischen 1848 und 1854 vermuten. Zwischen 1846 und 1858 verringerte sich die Dorfbevölkerung um etwa 30 %. Ihr Hoch erreichte die Auswanderungswelle während der Wirtschaftskrise von 1857. Zwischen 1850 und 1930 emigrierten 5 Millionen Deutsche in die USA.

Auswanderer zwischen 1846 und 1871; auch ein gewisser „Löhr“ ist als „Tagelöhner aufgeführt“

Einer von ihnen war John C. Loehr, der am 3. Dezember 1826 als Johann Christian Loehr in Bruchmachtersen zur Welt gekommen war. Er wanderte 1852 über Bremen nach St. Louis aus, ging aber später nach Carlinville in Illinois. Er wurde dort der bedeutendste Unternehmer und handelte mit dry goods, also einem Warensortiment für Siedler, das von Textilien bis zu Dingen des täglichen Bedarfs reichte. Allerdings wanderten nicht alle nach Übersee aus, sondern blieben in Mitteleuropa. So verließ unter anderen der spätere Drucker und Verleger Heinrich Ludwig Kayser, der 1833 in Bruchmachtersen zur Welt gekommen war, das Dorf. Er wurde schließlich in Straßburg tätig, wo er die Vorgängerzeitung der heutigen Dernières Nouvelles d’Alsace gründete, eine der größten Zeitungen Frankreichs.
Umgekehrt versuchten die Dagebliebenen die Lebensverhältnisse zu verändern oder sie versuchten gerade das zu verhindern. Als 1869 der Sozialdemokrat Wilhelm Bracke in Bruchmachtersen eine Rede hielt, misshandelten und vertrieben einige Bauern und Knechte sein Pferd – eine Eisenbahnverbindung bestand ja noch nicht – und er musste den vierstündigen Fußmarsch in einer Winternacht nach Wolfenbüttel auf sich nehmen.
Quelle: Stadt Salzgitter; Referat für Wirtschaft und Statistik.

#### Staatliche Aufgaben: Freiwillige Feuerwehr (ab 1874), Armenfürsorge, Stromnetz (ab 1913)

Brände von 1694 bis heute

Mit dem Gesetz, das Feuerhülfswesen betreffend, vom 2. April 1874 kam es in den Folgemonaten zu einer Gründungswelle Freiwilliger Feuerwehren im Herzogtum Braunschweig. Im Juni 1874 wurden das Spritzenhaus und die Löschwasserversorgung für in Ordnung befunden und das Vorhaben, die Freiwillige Feuerwehr zu gründen, realisiert. 17 Männer traten bei, dies entsprach der Mindeststärke für einen Ort mit 268 Einwohnern. Die Kosten für die Feuerwehrgründung betrugen 980 Mark, diese wurden mit 500 Mark bezuschusst. Es wurden für Joppen, Gurte und dergleichen 261 Mark, für Helme, Beile, Laternen und dergleichen 262 Mark, für die Ausbesserung der alten Spritze 547 Mark ausgegeben. Ein Feuerwehrhaus (Kreuzung Große Str./Schlagacker) wurde 1928 errichtet. Der Planungsentwurf von Karl Blume datiert auf den 10. Januar 1928. Die Freiwillige Feuerwehr Bruchmachtersen hat seit ihrer Gründung 1874 vier Brände im Ort gelöscht. Der Brand 1942 wurde von französischen Kriegsgefangenen des Lagers 17 gelöscht, da die Feuerspritze der örtlichen Feuerwehr nicht funktionierte.
Erst 1913 wurde Bruchmachtersen an das Stromnetz angeschlossen.
Heinrich Ludwig Kayser, der Gründer der noch heute bestehenden Zeitung Dernières Nouvelles d’Alsace (DNA), verstarb 1904. Kayser unterstützte bis zu seinem Tode Witwen, alte Menschen und Pflegebedürftige seines Heimatortes Bruchmachtersen mit jährlichen Zuwendungen. Für die Fortsetzung dieses Engagements hinterließ er der Gemeinde testamentarisch eine Summe von 10.000 Mark. Durch den häufigen Wechsel der Bürgermeister in den Nachkriegswirren sind keine Unterlagen über den Verbleib und die Verwendung der Stiftung aufzufinden.

„Das Jahr brachte der politischen Gemeinde ein reiches Legat aus Straßburg Elsaß, 10000 Mark, einen teil der „Heinrich Ludwig Stiftung“ für Arme und Krankenpflege, gestiftet von dem Rentner Heinrich Albert Kayser zu Straßburg, laut Testament vom 1. Mai 1908. eröffnet am 5. Januar 1915. Der Stifter ist der Sohn des verstorbenen Heinrich Ludwig Kayser aus Bruchmachtersen, der in den so genannten Gründerjahren sein Vaterland – seine freundschaften verließ und zu erst nach Kehl auswanderte und dann im Straßburg sich niederließ. Sein Vater, der hier ein kleines Anwesen besaß, das Haus liegt an der Straße nach Lebenstedt, der Garten stößt an das Grundstück der Großen Busse, das geringe Land (13 Morgen) ist längst verkauft. Der Vater hatte gewünscht, er solle Lehrer werden. Als sich ersiech dazu nicht geeignet erwies, wurde er Setzer in Wolfenbüttel. Inzwischen war sein Vater gestorben, bald starb auch der …? Fritz Kayser, und da der älteste Bruder Karl, ein Musikus von Gottes Gnaden, nicht pflügen mochte, verkaufte er alles und zog nach Straßburg, wo er im Laufe der Jahre der geschätzte Leiter eines größeren Theaters ward. Heinrich Ludwig zog ihm bald nach, ward Herausgeber einer billigen aber guten Zeitung in Straßburg und gewann ein bedeutendes Vermögen. Solange er lebte, bezeugte er seine Liebe zur alten Heimat durch eine regelmäßige Gabe von 100 Mark zu Weihnachten, die an würdige Witwen verteilt werden sollten. Vor allen musste die Witwe Spandau die in den Tagen seiner Jugend auf seines Vaters Hofe gewohnt hatte, bedacht werden, er selbst bestimmte die Summe. Sei Sohn Heinrich Albert setzte fort, was sein Vater aus alten Anhänglichkeit getan hatte, er bedachte dann im Testament die Gemeinde, er starb Kinderlos – mit der oben genannten Summe- Die ältesten Männer z. B. Altvater Löhr, Schneider Heinrich Welge, auch von Christian Vogel am Essel erinnern sich Sehrwohl des Vaters Kayser, der auch ei Lustiger Musikus gewesen sei, einen Gesangverein geleitet habe; auch habe er einen Anzug zu bauen verstanden. Das heute noch Kaysersche Hof genannte Grundstück ist durch Heirat der Familie Vespermann in den Besitz des Bäckermeisters Welzel in Reppner gekommen. 16. Juni 1915 Pastor Pfotenhauer. Das Legat ist ausgezahlt am 2. Weihnachtstage 1915“

### Weltkriege

#### Erster Weltkrieg, Weimarer Zeit

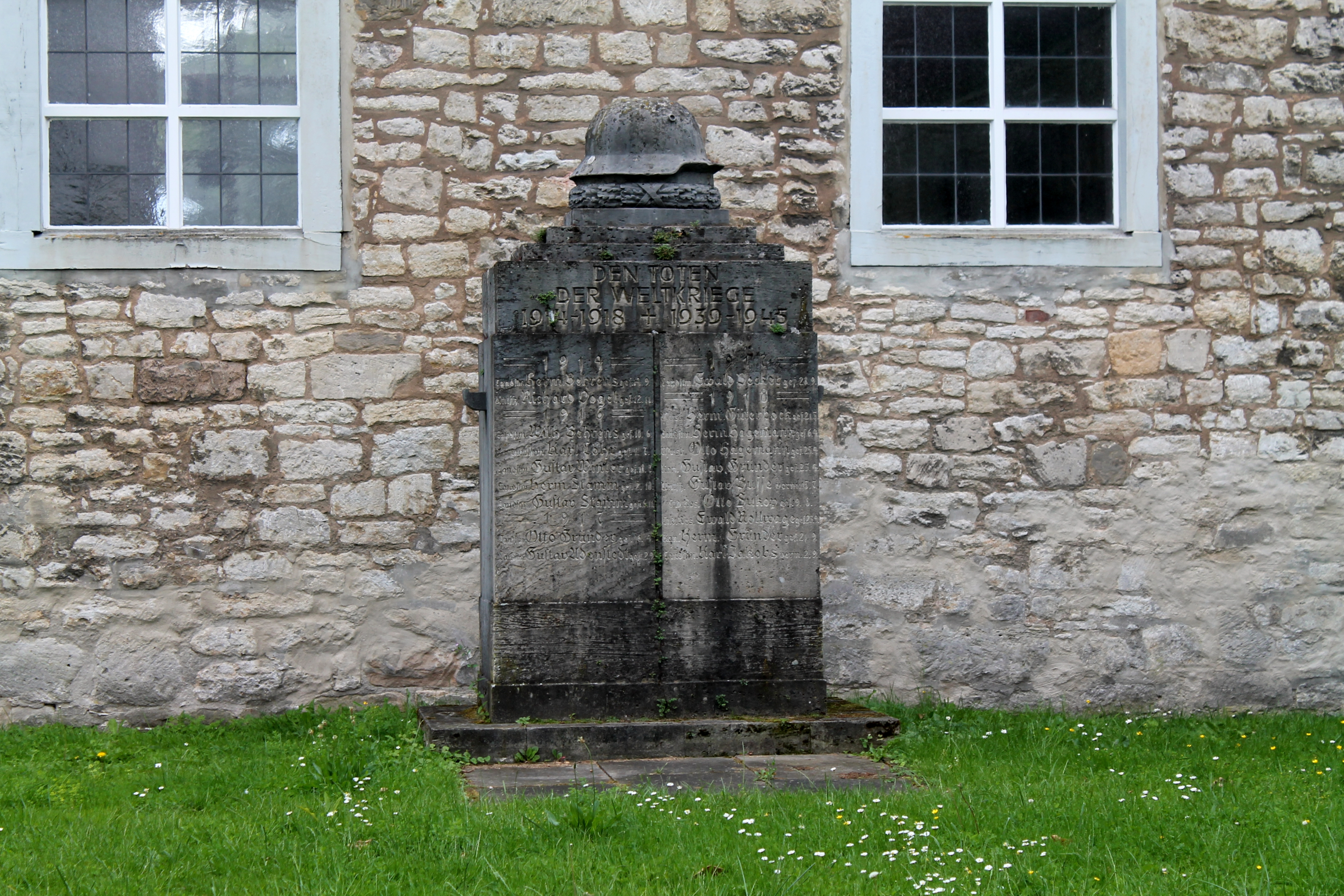
Kriegerdenkmal von 1922, später erweitert für die Toten der beiden Weltkriege; die Liste der Kriegsopfer führt allerdings nur die der Jahre 1914 bis 1918 auf.

Als der Erste Weltkrieg begann, herrschte zunächst auch in Bruchmachtersen großer Optimismus. Eine Sammlung für das Rote Kreuz erbrachte 609 Reichsmark. Die Gemeinde stellte allen Eingezogenen wasserdichte Westen zur Verfügung, es wurden Gemüse- und Wurstkonserven gesammelt. 1917 wurden Glocken und Orgelpfeifen beschlagnahmt, um sie einzuschmelzen.
Nach der Novemberrevolution 1918 konstituierte sich in Bruchmachtersen ein Arbeiterrat und es gab einen Ortsverein der Unabhängige Sozialdemokratische Partei Deutschlands (USPD). Im Mai 1921 wurde der Grundstein für das erste Siedlungshaus (heute Siedlung Nr. 6) gelegt. Für die 17 Gefallenen des Weltkriegs wurde am 6. August 1922 direkt vor der Kirche ein Kriegerdenkmal errichtet.

#### Diktatur und Zweiter Weltkrieg, Lager 17 (Lager für Kriegsgefangene) (1940–1945)
Schon am 21. März 1933 fand ein Fackelumzug zu Ehren Hitlers statt. Der Tag der Arbeit wurde mit einem Zug zum Lichtenberger Burgberg begangen. Am 13. August 1933 wurde dort das Schlageterkreuz eingeweiht.
Auf einer gemeinsamen Sitzung von Kirchengemeinderat und NSDAP wurde von großer Einigkeit und Harmonie gesprochen und eine Einheitsliste für die Kirchenverordnetenwahl aufgestellt. SA, Jungvolk und Hitlerjugend erschienen bei zahlreichen Anlässen in der Kirche. Am 1. April 1942 wurde Bruchmachtersen Teil der Stadt Watenstedt-Salzgitter.
Zwölf Gemeindemitglieder kehrten aus dem Krieg nicht zurück. Im Sommer 1943 wurden drei Luftschutzbunker errichtet, nämlich Söhlekamp 13, Am Esel 4 und Schlagacker 2, wobei letzterer für die Feuerwehr vorgesehen war. Am 12. und 13. August 1944 trafen Bomben den Ort. Im Herbst 1944 wurden zwei Behelfsheime für Flüchtlinge errichtet, ein Doppel- und ein Einzelhaus (Siedlung 26 und 28).
1940 wurde am Nordrand von Bruchmachtersen ein Lager für französische Kriegsgefangene eingerichtet. Im Winter 1942 löschten sie einen Dachstuhlbrand in der Kleinen Straße 18. Die Franzosen kehrten im Sommer 1945 in ihre Heimat zurück. 

#### Notkrankenhaus (1946), Notaufnahme für Flüchtlinge (1946/47)
Bis Frühjahr 1946 lebten hier Polen und Italiener. Ab 1946 erhielt das Lager die Bezeichnung Lager 17 und wurde als Notkrankenhaus für Seuchen und Epidemien reserviert. Das Notkrankenhaus wurde als Ansteckungsquelle für die Syphilis ermittelt, mit der sich mehrere Dorfbewohnerinnen infizierten. Lagerverwalter war Karl Vogel aus Bruchmachtersen.
Ende 1946 bis Anfang 1947 wurde das Lager Notaufnahmequartier für Flüchtlinge. Innerhalb des Lagers gab es Arbeitsplätze für Frauen, die für die Firma Kräber aus Lebenstedt Teddybären herstellten. Auf dem ehemaligen Lagergelände befindet sich heute ein Einkaufsmarkt.

### Entwicklung ab 1945, Zerstörung der bäuerlichen Gemeinde
Am 10. April 1945 marschierte eine US-Panzerdivision gegen 12 Uhr in Bruchmachtersen ein. Der Zweite Weltkrieg war damit für den Ort beendet. Es wurden Befehlsstellen eingerichtet und die Bevölkerung unter Androhung von Strafe aufgefordert, Waffen, lange Messer, Fotoapparate und Feldstecher abzuliefern. Die Gegenstände wurden in der Lehmkuhle verbrannt. Häuser wurden beschlagnahmt, ihre Bewohner mussten sich neue Unterkünfte suchen.
In der Folgezeit gehörte das Gebiet zur britischen Besatzungszone.
Die Situation 1949:

„Fünf Sechstel von den 120000 Einwohnern der größten Geisterstadt Europas sind zudem zusammengewürfelte Fremde …Die Eingeborenen sind mit 20000 in hoffnungsloser Minderheit, die landwirtschaftliche Urbevölkerung jener 28 Dörfer…“

Die unter dem Namen Feld-, Schlamm- oder Erntefieber bekannte Leptospirose ist in Niedersachsen bis zum Juli 1949 höchstens vereinzelt nachgewiesen worden. In Bruchmachtersen erkrankten sechs Erbsenpflücker an dieser Krankheit, die durch Feldmäuse übertragen wird.

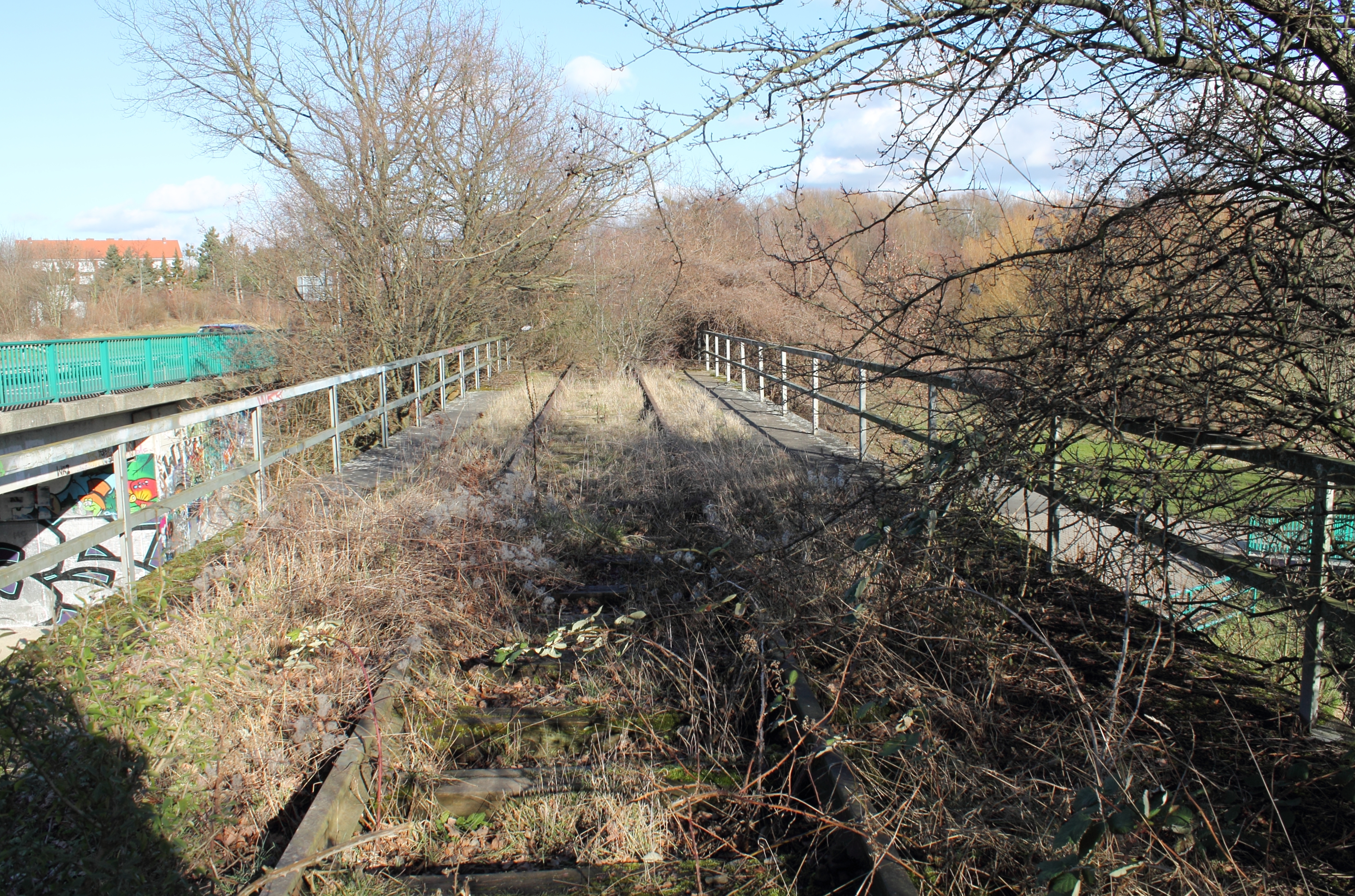
Brücke über die Fuhse, fotografiert im Jahr 2014

Der wirtschaftliche Aufschwung veränderte die Landwirtschaft grundlegend, Männer wie Frauen verloren ihre Einkünfte, waren nicht mehr konkurrenzfähig und wurden durch Bodenreform und Eingemeindungen der überlegenen Konkurrenz der Großbetriebe ausgesetzt. Zwar wurde die Gemeinde 1954 an das Eisenbahnnetz angeschlossen, doch wurde diese Verbindung 1984 wieder eingestellt.
1960 wurde der ehemalige Kothof Ass-Nr. 1 (Große Str. 17) mit seiner beidseitig bewohnbaren fränkischen Tordurchfahrt abgerissen, obwohl der Denkmalschutz hiergegen Bedenken angemeldet hatte. Das Wohnhaus und die Tordurchfahrt waren 1820 vom Zimmermeister Heinrich Heuer errichtet worden. Um 1830 wohnten in diesem Hause der Tierarzt Könnecke und der Landchirurg Fäsebeck. Auf der Rückfront des Hauses Ass-Nr. 1 befand sich das Leibzuchthaus, das Haus für das Altenteil des Bauern.
Die Hauptstraße, der heutige Söhlekamp, war zwischen Fuhsebrücke und Söhlekamp Nr. 20 beidseitig von Obstbäumen begrenzt. Jeden Herbst versteigerte die Gemeinde die Bäume an den Meistbietenden zur Ernte. Mit der Anlage von Gehwegen wurden die Obstbäume 1963 ersatzlos gefällt.
Bruchmachtersen ist ein Beispiel dafür, wie eine in mehr als 700 Jahren gewachsene bäuerliche Kulturlandschaft, samt kultureller Eigenheiten, Baudenkmälern, Sprache (das südniedersächsische Platt, das in den 1950er und 1960er Jahren noch sehr verbreitet war, spricht heute niemand mehr) und Umwelt durch fehlgeschlagene Dorferneuerung, Regionalplanung und exzessiven Kiesabbau verbunden mit ideenloser Landschaftsplanung und Agrarpolitik ein für alle Mal vernichtet wurde.
Geologisch betrachtet liegt Bruchmachtersen in einer Alluvial-Formation. Durch den Kiesabbau wurde zwar der Salzgittersee geschaffen, der Bruch, das Moor und die Sumpflandschaft mit ihrer Artenvielfalt wurden dagegen binnen 60 Jahren vernichtet. Auch wurden viele dörfliche Freiflächen, wie z. B. Günne, Köppenweg und Kleine Straße, zugebaut. Auch durch umfangreiche Renaturierungsarbeiten an der Fuhse wird der vorindustrielle Zustand nie wieder erreicht werden können.
1967 wurde die örtliche Schule geschlossen. Heute sind weder Kindergarten noch Schule vorhanden. Die Kinder werden in Fredenberg oder Lichtenberg beschult und müssen fahren.

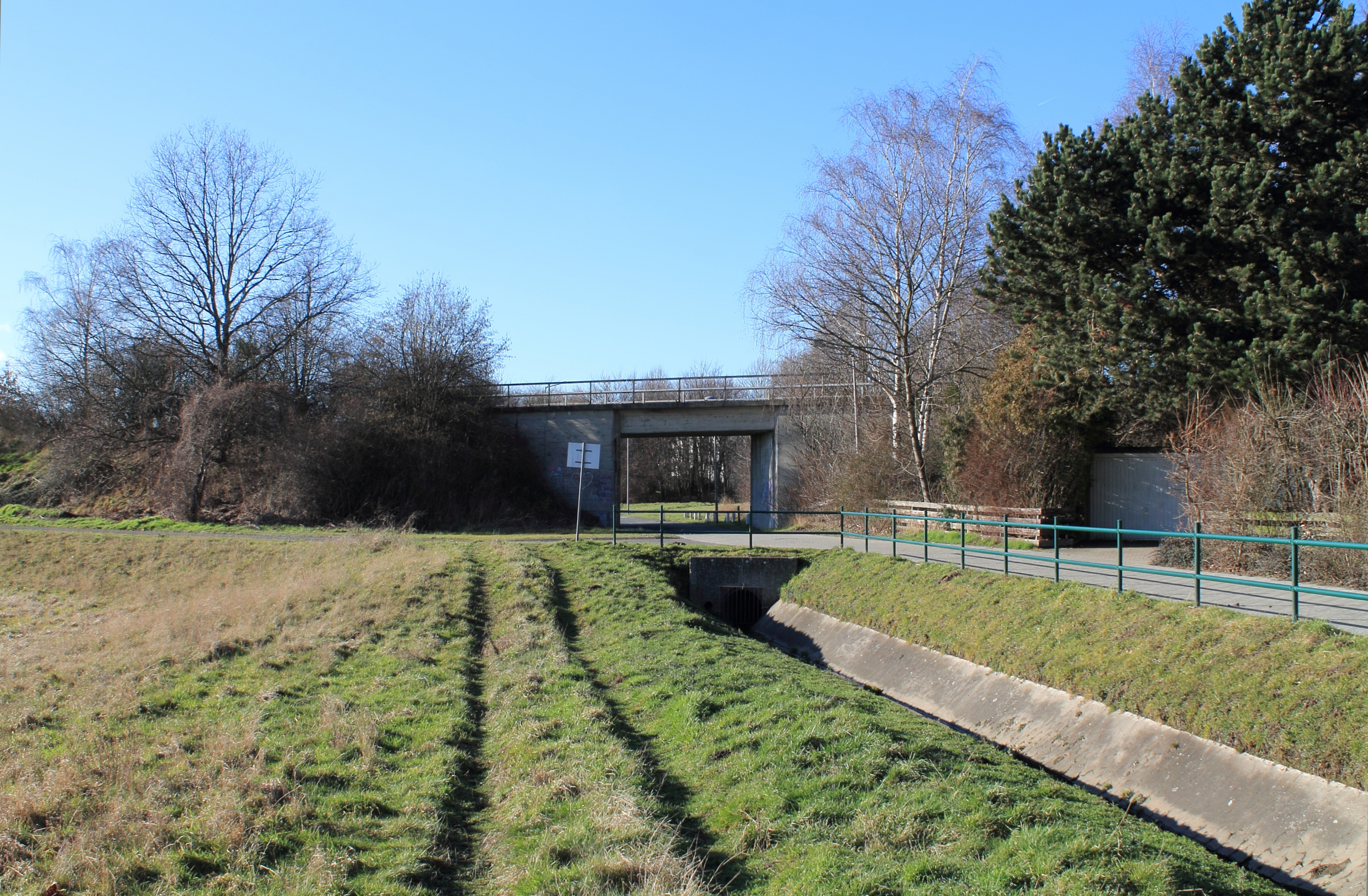
Unterquerung der Theodor-Heuss-Straße Richtung Fredenberg

Ab 1968 wurde nordwestlich der nördlich und parallel zum Bahndamm verlaufenden Theodor-Heuss-Straße auf den Äckern von Bruchmachtersen ein neuer Ortsteil Lebenstedts, Salzgitter-Fredenberg mit Sozialwohnungen als Retortenstadt erbaut. Fredenberg ist eine Großwohnsiedlung und inzwischen ein sozialer Brennpunkt. In den späten 1980er Jahren haben weitere Wohnungsbauaktivitäten in Fredenberg den Wohnungsbestand auf über 3.000 Wohneinheiten mit etwa 7.000 Einwohnern anwachsen lassen. Der gesamte Ortsteil Fredenberg hat etwa 10.000 Einwohner.
Zum 1. Januar 1972 wurden, um die Anzahl der Ortsräte von neunundzwanzig auf sieben zu reduzieren, sieben Ortschaften gegründet. Bruchmachtersen gehört zur Ortschaft Nord.

### Bevölkerungsentwicklung
| Jahr | Einwohner |
| ---- | --------- |
| 1821 | 234       |
| 1848 | 309       |
| 1871 | 268       |
| 1910 | 255       |
| 1925 | 247       |
| 1933 | 236       |
| 1939 | 339       |
| 1946 | 695       |
| 1950 | 740       |

| Jahr | Einwohner |
| ---- | --------- |
| 1960 | 508       |
| 1970 | 741       |
| 1980 | 931       |
| 1990 | 908       |
| 2000 | 899       |
| 2006 | 794       |
| 2010 | 757       |
| 2012 | 785       |
| 2014 | 752       |

| Jahr | Einwohner |
| ---- | --------- |
| 2016 | 778       |
| 2018 | 773       |
| 2019 | 758       |
| 2020 | 747       |
| 2021 | 750       |
| 2022 | 754       |
| 2023 | 770       |
| 2024 | 772       |

| Wohnungen in Bruchmachtersen, Stand: 31. Dezember 2007 | Anzahl |
| Wohngebäude insgesamt                                  | 255    |
| Wohngebäude mit 1 Wohnung                              | 191    |
| Wohngebäude mit 2 Wohnungen                            | 41     |
| Wohngebäude mit 3 und mehr Wohnungen                   | 23     |
| Wohnungen insgesamt                                    | 376    |

## Kirche
| Priester und Pfarrer | Priester und Pfarrer                                                                                                |
| -------------------- | --- |
| um 1297              | Priester Helyas, Abgabepflicht gegenüber dem Heiligen Kreuzstift zu Hildesheim                                      |
| 1542–1544            | Pfarrer Ludolf Binrode (Bernroder)                                                                                  |
| 15..–1569            | PfarrerAdamus Pfaffendorf                                                                                           |
| 1570–1617            | Pfarrer Heinrich Leseberg                                                                                           |
| 1618–1669            | Pfarrer Johannes Bergmann – Subconrector                                                                            |
| 1669–1688            | Pfarrer Johannes Berger, seit 1660 Pastor adjunctus (Hilfspastor)                                                   |
| 1688–1716            | Pfarrer Sigesmund Jannich                                                                                           |
| 1716–1743            | Pfarrer Julius Breymann                                                                                             |
| 1743–1774            | Pfarrer Christoph Stöter                                                                                            |
| 1775–1798            | Pfarrer Christoph Krämer. Zuvor Pfarrer in Ringelheim.                                                              |
| 1798–1833            | Pastor August Westphal. Danach Pfarre bis 1836 vakant.                                                              |
| 1836–1841            | Pfarrer Ludwig Evers. Zuvor Pfarrer in Bodenwerder.                                                                 |
| 1842–1878            | Pfarrer Christian Fischer. Zuvor Pfarrer in Heersum.                                                                |
| 1879–1887            | Pfarrer Wilhelm Lipsius. Zuvor Rektor in Pattensen und Ottenstein.                                                  |
| 1887–1895            | Pfarrer Prof. Dr. Fedor Schmidt-Warneck                                                                             |
| 1896–1918            | Pfarrer Wilhelm Pfotenhauer. Zuvor erst Gefangenen-Seelsorger in Hannover, ab 1895 Pastor in Dudensen.              |
| 1918–1945            | Die Pfarre ist nicht besetzt und die Kirchengemeinde ist abwechselnd mit Lebenstedt oder Salder vereinigt.          |
| Heute                | Pfarrer ab 1945: Ernst Stracke, Johann Striek, Hermann Kolb, Martin Huge, Dr. Martin Gutmann, Dieter-Kurt Kieltsch, |

| Der Kirchenbau | Der Kirchenbau |
| -------------- | --- |
| vor 1182       | Bau der Kirche mit einem nahezu quadratischen Kirchenschiff und quadratischen Chorraum. |
| 1598           | Geschenk eines Abendmahlgeschirrs, Kelch und „Oblatenteller“ |
| 1653           | Ausbesserung des Beichtstuhls |
| 1798           | Ausbau des Beichtstuhls |
| 1825           | Kauf der ersten Orgel für die Kirche für 350 Taler. |
| 1844           | Orgelneubau durch Orgelbauer Bode aus Helmstadt. Die alte Orgel von 1825 war unbrauchbar geworden.                                                                                           |
| 1857           | Stiftung einer zusätzlichen Kirchenglocke, Einbau einer neuen Kirchturmuhr |
| 1872           | Reparatur der Kirche und des Kirchturms |
| 1882           | Ausstattung mit neuen Kirchenbänken |
| 1894           | Geschenk der noch heute benutzten Taufschale |
| 1917           | Beschlagnahme und Einschmelzen der Glocken. Ersatz durch Stahlglocken aus Bockenem. Das Geläut besteht aus zwei Eisenhartgussglocken der Gießerei Weule mit den Schlagtönen e -2 und gis +4. |
| 1919           | Verkauf des Pfarrhauses |
| 1955           | Reparatur des Kirchturms |
| 1975–1976      | Restaurierungsarbeiten Freilegung des Tabernakelhäuschens |

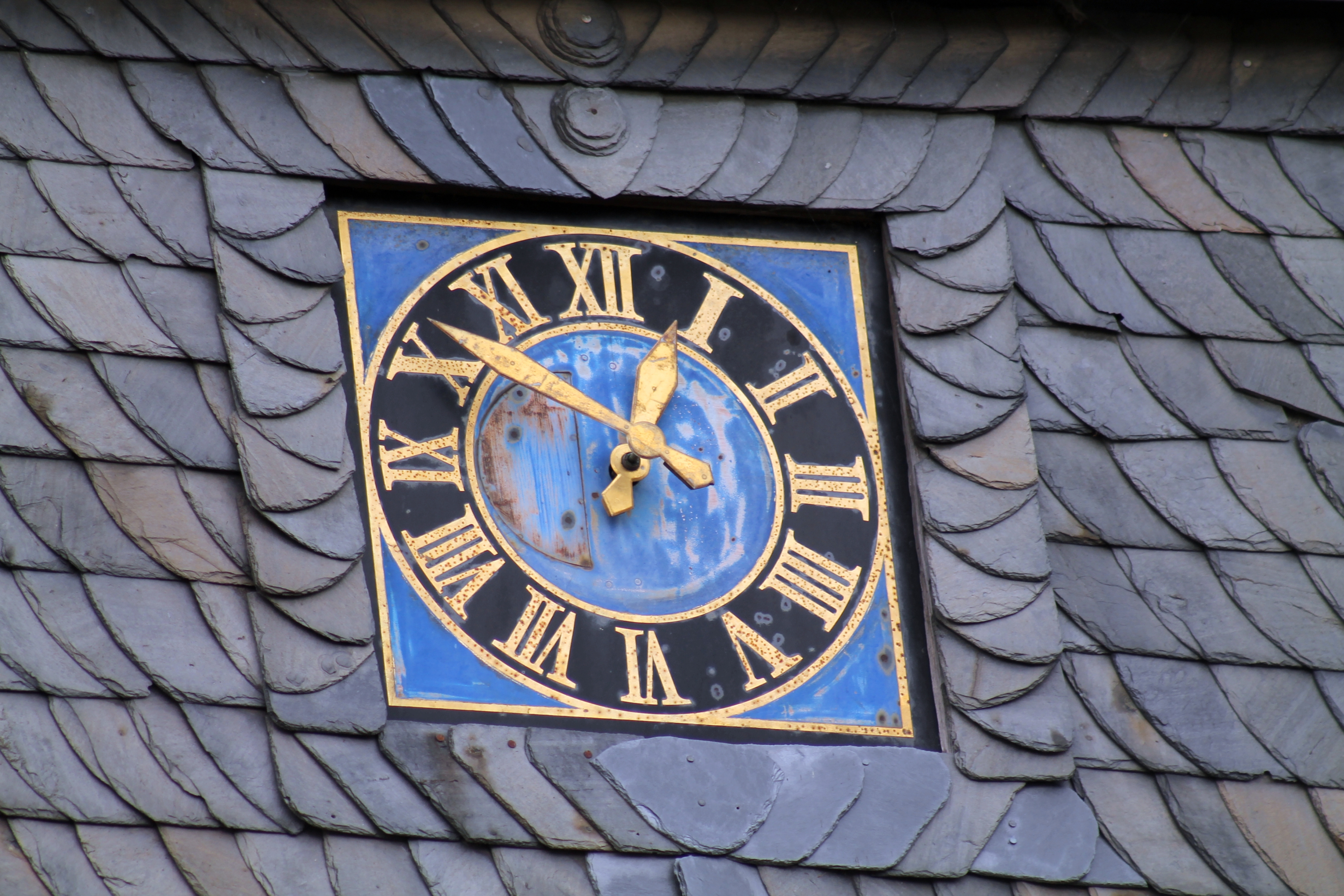
Die heutige Uhr, fotografiert 2023

Die Kirche wurde bereits vor 1182 als katholische Kirche erbaut und geweiht, die erste urkundliche Erwähnung stammt von 1182. Sie besitzt ein nahezu quadratisches Kirchenschiff mit einem quadratischen Chorraum. Die alte Kirchturmuhr von 1663 hatte nur einen Zeiger. Ihr Uhrwerk wurde 1857 bereits einmal ersetzt und schließlich 1965 die gesamte Uhr ausgetauscht. Das alte Zifferblatt wurde in der Kirche aufgehängt. Die neue Uhr hat ein elektrisches Werk und besitzt neben dem Stunden- auch einen Minutenzeiger. Auf dem Kirchengrundstück stehen sehr alte Bäume und das Kriegerdenkmal.
Als erster Pfarrer ist der Priester Helyas bekannt. Von diesem wird berichtet, dass er im Jahr 1297 eine zum Leuchtwerk – damit sind die Kerzen gemeint – verwendete Abgabe im Heiligen Kreuzstift zu Hildesheim im Wert von acht Schillingen ablöste.
Mit der Reformation 1526, die sich im Herzogtum Braunschweig langsam durchsetzte, kam die Kirche in finanzielle Schwierigkeiten. Im Jahre 1575 beklagte sich der Pfarrer Heinrich Leseberg, dass die Frau seines Amtsvorgängers Adamus Pfaffendorf die Kirche bestohlen habe. Sie habe Tücher von der Taufe und ein silbernes Kreuz entwendet. Das Tabernakelhäuschen kam bei Sanierungsarbeiten an der Kirche 1975/76 zum Vorschein und wurde restauriert. Bereits 1598 erhielt die Kirche von einem Lübecker Bürger, dessen Vater Opfermann in Bruchmachtersen war, das Abendmahlgeschirr geschenkt. Es bestand aus einem silbernen vergoldeten Kelch und einem „Oblatenteller“. Die noch heute benutzte Taufschale wurde zur Taufe von Elly Becker am 3. April 1894 von Otto Becker, Obere Mühle, der Kirche geschenkt. 1844 wurde die Orgel vom Orgelbauer Bode aus Helmstedt zum Preis von 330 Talern errichtet. 94 Taler wurden in der Gemeinde gesammelt, der Rest wurde durch Landverkauf aufgebracht. 1857 wurde eine neue Kirchturmuhr angeschafft.
1802 bestand eine Superintendentur, zu der die Pfarren von Engelnstedt, Bruchmachtersen, Broistedt, Köchingen und Bodenstedt gehörten. Am 31. Januar 1918 verstarb Pfarrer Wilhelm Pfotenhauer, seit 1896 in Bruchmachtersen im Amt. Die Pfarre wurde nicht wieder besetzt, das Pfarrhaus für 45.000 Mark verkauft. Das Geld – in Wertpapieren und Schuldverschreibungen angelegt – verfiel zur Inflationszeit um mehr als 90 %, so dass der Kirchenkasse letztendlich nur 3.500 Mark verblieben. Zwischen 1918 und 1945 war die Kirchengemeinde abwechselnd mit Lebenstedt oder Salder vereinigt.
Das Abendmahl wurde in Bruchmachtersen nach sehr alter Überlieferung gefeiert. Zuerst gingen zwei Frauen auf die Nordseite des Altars, bekamen das Brot, gingen um den Altar (hinter der Altarwand hindurch), bekamen auf der Südseite den Wein. Diese Folge ging, bis sich keine Frau mehr meldete, erst dann gingen die Männer auf die Brot- und Kelchseite.

## Politik

Karte der sieben Ortschaften Salzgitters

### Wappen
Beschreibung: Das Wappen zeigt im silbernen Schild ein rotes Wassermühlenrad mit kreuzförmigen Balken zwischen einem grünen Sparren und einem grünen eingebogenen Wellenschildfuß.
Der gewellte Schildfuß und die Grundfarben grün (für das Land) und weiß (für das Wasser) des Wappens verdeutlichen die Lage des Ortes in einem einstigen Feuchtgebiet und stehen damit für die Silbe Bruch- des Ortsnamens. Die Endsilbe sen des Ortsnamens bedeutet so viel wie Heimat oder Heimstätte – das Symbol hierfür ist der Dachsparren. Das Wassermühlenrad erinnert an die beiden alten Mühlen des Ortes – die untere und obere Sukopsmühle. Und die Kreuzform der Balken des Mühlenrades steht für den Jahrhunderte währenden Einfluss der geistlichen Institutionen – allen voran das Kloster Dorstadt, das Stift Steterburg und das Bistum Hildesheim.
Das Wappen wurde im März 2008 vom Wappenausschuss des Ortes einstimmig als Ortswappen angenommen.

## Verkehr
Bruchmachtersen liegt nahe der Autobahn A39. Die Buslinie 606 der KVG führt durch den Ort und verbindet diesen mit Salzgitters Zentrum Lebenstedt.
Bruchmachtersen hatte ab dem 27. November 1954 einen eigenen Eisenbahnhaltepunkt auf der Bahnstrecke Salzgitter-Drütte–Derneburg. Das Wartehäuschen und der Einstieg befanden sich zwischen Friedhof und der Straße Am Esel. Es verkehrte ein Schienenbus, der es ermöglichte, sowohl direkt ins Hüttenwerk zu gelangen als auch die Fernverkehrsstrecken der Deutschen Bahn über Lebenstedt – Braunschweig oder über Derneburg zu nutzen. Zum 1. Juni 1984 wurde die Strecke Lebenstedt – Derneburg stillgelegt.

## Sprache und Dialekt
Bis in die 50er und 1960er Jahre wurde hier noch das südniedersächsische Platt, eine Unterart des ostfälischen Großdialekts, gesprochen, der sich von der Braunschweiger Mundart stark unterschied. Auf Ostfälisch lautet der Ortsname Lütjen Brökkeln. Eine der wenigen schriftlichen Aufzeichnungen finden sich auf der Internetseite der Freiwilligen Feuerwehr Bruchmachtersen.
| Die Rede von Feuerwehrkamerad Wilhelm Bethmann am 23. Mai 1909 zum 35-jährigen Bestehen der Freiwilligen Feuerwehr Bruchmachtersen: Dschetz sind et fai’mdrittig Dschahr, datt üuse Fuierwehr baistaht Drum hole ick et for güut und rar, datt se dütt Fest ok faiern daht. Und hat se ok nich ofte stahn Vor Fuier- und Watersnot, und hat ok nicht ofte ’egahn upp Leben und upp Dod, säa is’t noch ne lange Tait ewest, die sei et hat emaket, und die sei üuse lütsche Nest baischüzet und baiwaket. Hört man ok nicht ofte Sturmgeläut, aber Sichereit datt Land erfreut. Ok hat se veel täa bai’edragt. täa Vorgnuigen und Humor. Hat einen mal de Kummer èplagt, sei hulp einen wär empor. Sei sorge ok for Affesselunge In’n gewöhnlichen alldagsleben, sei baifeuchte einen mal de Tunge, deh’t mal ne Uibung geben. Ett morgens wenn’n noch in Bäatte liggt, gifft et all datt grote Wecken, wennt üuse Trompeter mal richtig rüunterkriggt Na, wai wüllte ne waier nich necken. | Verabschiedung Hermann Papes aus dem Schuldienst am 1. April 1921 von seinem ehemaligen Schüler Wilhelm Bethmann: Wenn üuse Kantor Pape üut den Schäalhüese truit, datt wärd üsch allen komisch sain. Wenn man 'ne sönndaas nich mehr in 're Kerke suit, wo hei speele dei schönen Melodain. Un wenn se ok en betten anders klingen, err wai se harr'n 'elehrt, speel hei se, denn könne man se singen, harr man se einmal 'ehört. na einmal moßte et ja nüun sain; drum latet wai datt nüun rüun. Hoffentlich schrifft hei üsch noch en Schain, wenn wai üsch mal latet trüun. Hei wärd doch ok woll noch Steuern uppnehmen, bai’er Reichtstagswahl des Stimmzättel üutgeben. Un ok woll andere Kleinigkeiten dei weret ’ne in’ne Ollre ok nich vordreiten. Un hoffentlich maket hei denn datt noch recht lange; hei is ja laike, wai ne Hoppenstange. Datt Ollre hatt ’ne nich krumm ’ekregen. Un Früu Kantor un Dochter, dei weret ne woll plegen damit hei noch lange de „Üuse“ is. Un wai weret ne nai vorgetten, datt is gewiß. |

## Kultur und Sehenswürdigkeiten

### Bauwerke

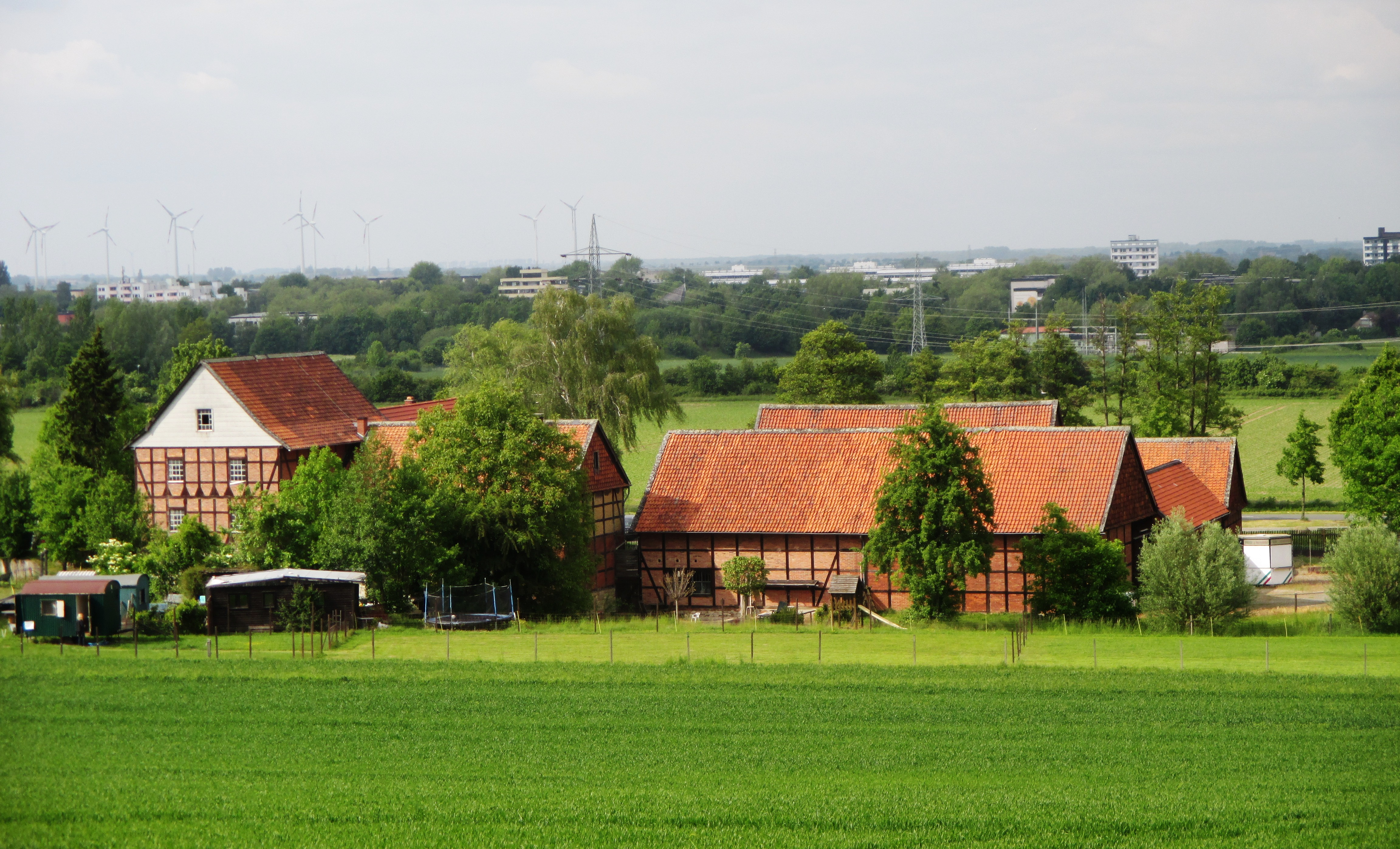
Die Obere Sukopsmühle

Neben der Kirche sind mehrere alte Fachwerkhäuser gut erhalten geblieben. Bedeutend sind die beiden Mühlen, nämlich die Obere und die Untere Sukopsmühle im Landschaftsschutzgebiet. Die beiden 1438 erstmals urkundlich erwähnten Mühlen wurden wohl bereits im 12. Jahrhundert errichtet. Der Name stammt von der Familie Sukop, die beide Mühlen mehr als 200 Jahre zu Lehen hatte.

### Kulinarische Spezialitäten
Bis Anfang 1970 kam in den Gärten und Wiesenrändern östlich des Söhlekamps wildwachsender Meerrettich (Armoracia rusticana bzw. Cochlearia armoracia) vor. Die Meerrettichwurzeln wurden ausgegraben, gewaschen und gerieben und als Beilage zu fetten Schweinefleisch aus der frischen Schlachtebrühe gereicht. Durch intensive Landwirtschaft und die Anlage von Ziergärten wurde der Lebensraum des wilden Meerrettichs vernichtet. Von dem in jedem Garten vorkommenden Löwenzahn (Taraxacum sect. Ruderalia) wurden die Blätter gepflückt, zerschnitten mit Essig, Öl, Salz und Pfeffer und je einem Löffel Honig, Senf und feingehackten Zwiebeln angemacht und als Salat verzehrt. Dazu gibt es „Sluikers“ – (ostfälisch für Pellkartoffeln).

### Vereinswesen
- 1870 Männergesangsverein
- 1919 Stahlhelmbund der Frontsoldaten (Vorsitzender Otto Hanne)
- 1915–1918 Frauenkriegsverein
- 1915 Reichsbund der Kriegsopfer, Behinderten und Sozialrentner und Hinterbliebenen
- 1930–Ende der 50er Jahre Dreschereigenossenschaft (Vorsitzender Wilhelm Bethmann)
- 1947 SV Bruchmachtersen
- 1957 Feldinteressentenschaft
- 1957–1965 Jagdgenossenschaft Lebenstedt-Bruchmachtersen (1965 wurde der Jagdbezirk Bruchmachtersen aufgelöst, die Abwicklung der Jagdgenossenschaft konnte erst 1981 abgeschlossen werden)

## Persönlichkeiten
- Heinrich Bergmann (1627–1685), Respondent an den Universitäten Rostock, Helmstedt, Rinteln; Bürgermeister in Braunschweig
- Johann Heinrich Christian Breymann (22. Januar 1724–1803), Pfarrer[50]
- Heinrich Ludwig Kayser (1833–1904), Verleger und Drucker
- Johann Christian Loehr (1826–1910), Auswanderer und Unternehmer